# Djamolidin Abdoezjaparov
Djamolidin Abdoezjaparov (Oezbeeks: Jamolidin Abdujaparov, Russisch: Джамолидин Абдужапаров) (Tasjkent, 28 februari 1964) is een voormalig Oezbeeks wielrenner.

## Carrière
De in Tasjkent geboren Abdoesjaparov werd vanwege zijn lange naam vaak Abdoe genoemd. Als amateur was de Cowboy van Tasjkent, zoals zijn bijnaam luidde, een van de betere wielrenners van de Sovjet-Unie en streed hij onder meer om etappezeges in de Vredeskoers. Na de val van de Berlijnse Muur werd Abdoesjaparov in 1990 professioneel wielrenner in Italië, waar hij een groot deel van zijn carrière zou rijden. Tijdens de eerste helft van de jaren 90 was hij een van de beste sprinters ter wereld, gevreesd om zijn snelheid maar ook om zijn soms onbekommerde manier van sprinten. Zo kwam hij tijdens zijn tweede Ronde van Frankrijk in 1991 op de Champs Elysées zwaar ter val en kon slechts met moeite de finish bereiken. Wel had hij dat jaar al twee etappes gewonnen en won hij ook de groene trui. Dit laatste zou hij in 1993 en 1994 herhalen, en ook de twee jaar daarna zou hij nog etappes winnen. 
In totaal won Abdoezjaparov negen etappes in de Ronde van Frankrijk. Ook in de andere grote rondes won Abdoesjaparov etappes: zeven in de Ronde van Spanje (in 1992 en 1993) en één in de Ronde van Italië. Abdoesjaparov is daarmee een van de vijf renners die tijdens hun loopbaan het puntenklassement wonnen in de drie grote rondes (naast Eddy Merckx, Laurent Jalabert, Alessandro Petacchi en Mark Cavendish). Abdoe is tevens de enige renner die in hetzelfde jaar het puntenklassement won in zowel de Tour als de Giro (1994).
Hij won ook etappes in diverse kleinere wedstrijden en in 1991 won hij de eendaagse wedstrijd Gent-Wevelgem.
Tijdens de Ronde van Frankrijk van 1997 werd Abdoe betrapt op het gebruik van clenbuterol. Hij werd door zijn ploeg ontslagen, voor een jaar geschorst en keerde nooit meer terug in het peloton.

## Belangrijkste resultaten

### Beloften
1984
6e etappe Baby Giro
9e en 12e etappe Ronde van Cuba
1985
4e (deel A en B) etappe Omloop van de Sarthe
4e en 9e etappe Ronde van Cuba
4e, 6e en 9e etappe Baby Giro
7e etappe Ronde van de Toekomst
1986
Proloog, 1e, 3e (deel A), 5e (deel B, TTT) en 9e (deel A) etappe Ronde van Nedersaksen
3e (deel B), 4e en 8e etappe Milk Race
1987
2e en 8e etappe Ronde van Sotsji
Proloog en 7e etappe Giro delle Regioni
7e, 11e en 14e etappe Vredeskoers
3e etappe Wielerweek van Lombardije
1988
4e (TTT), 7e en 12e etappe Ronde van Cuba
1e en 12e etappe Vredeskoers
2e, 6e en 7e (ITT) etappe Ronde van Polen
1e (deel B), en 6e (deel B) etappe Giro delle Regioni
1989
1e etappe Vredeskoers
3e en 14e etappe Ronde van Cuba
1e, 3e en 6e (deel B) etappe Wielerweek van Lombardije

### Elite
1991
1e etappe Internationale Wielerweek
2e en 4e (deel B) etappe Ronde van Murcië
Gent-Wevelgem
1e en 4e etappe Ronde van Frankrijk
 Puntenklassement Ronde van Frankrijk
7e etappe Ronde van Catalonië
Ronde van Piemonte
1992
5e (deel A) en 6e etappe Ronde van Valencia
2e (deel A), 4e, 11e en 21e etappe Ronde van Spanje
 Puntenklassement Ronde van Spanje
3e etappe Ronde van Groot-Brittannië
1993
9e, 12e en 20e etappe Ronde van Spanje
10e etappe Ronde van Zwitserland
3e, 18e en 20e etappe Ronde van Frankrijk
 Puntenklassement Ronde van Frankrijk
1994
3e, 8e (deel A) etappe Parijs-Nice
1e, 3e (deel A) etappe Driedaagse van De Panne-Koksijde
10e etappe Tour DuPont
10e etappe Ronde van Italië
 Puntenklassement Ronde van Italië
1e en 20e etappe Ronde van Frankrijk
 Puntenklassement Ronde van Frankrijk
GP Rik Van Steenbergen
Polynormande
2e en 4e etappe Ronde van Nederland
1995
3e etappe Tour DuPont
20e etappe Ronde van Frankrijk
1996
1e etappe Ronde van Murcia
2e etappe Tirreno-Adriatico
2e etappe Internationale Wielerweek
14e etappe Ronde van Frankrijk
Bordeaux-Caudéran
1997
La Côte Picarde
7e etappe Vierdaagse van Duinkerke
1e en 3e etappe Critérium du Dauphiné Libéré

## Resultaten in voornaamste wedstrijden
| Jaar | Ronde van Italië | Ronde van Frankrijk | Ronde van Spanje |
| ---- | ---------------- | ------------------- | ---------------- |
| 1990 | 132e             | 145e                | opgave           |
| 1991 | 116e             | 85e (2)             |                  |
| 1992 | opgave           | buiten tijd         | 105e (4)         |
| 1993 |                  | 76e (3)             | 63e (3)          |
| 1994 | 44e (1)          | 57e (2)             |                  |
| 1995 |                  | 56e (1)             | opgave           |
| 1996 | opgave           | 78e (1)             |                  |
| 1997 |                  | uitgesloten (**)    |                  |

| Jaar | Milaan-San Remo | Gent-Wevelgem | Ronde van Vlaanderen | Parijs-Roubaix |
| ---- | --------------- | ------------- | -------------------- | -------------- |
| 1990 |                 | 94e           |                      | 75e            |
| 1991 | 4e              | Goud          |                      | 47e            |
| 1992 | 82e             |               | 91e                  | 54e            |
| 1993 | 37e             | Brons         | 19e                  |                |
| 1994 | 48e             | 5e            | 13e                  |                |
| 1995 | 80e             | 15e           | 26e                  |                |
| 1996 | 33e             | 51e           | 45e                  |                |
| 1997 | 139e            |               |                      |                |